# Ossian Treutiger
Carl Ossian Harald Treutiger, född 6 maj 1922 i Göteborgs Karl Johans församling, död 20 oktober 2002 i Göteborgs Annedals församling, var en svensk företagsledare.

## Biografi
Treutiger var son till företagsledaren Harald Treutiger och Irma Bäcksin. Efter studentexamen 1942 studerade han vid Handelshögskolan i Göteborg och tog examen (DHG) där 1947. 
Han kom till Oscar Bäcksins Färg AB 1948, där han först var disponent och från 1955 verkställande direktör samt från 1964 styrelseledamot. Han blev direktörsassistent vid kemisk-tekniska gruppen AB Bonnierföretagen 1958, fortsatte som verkställande direktör och styrelsesuppleant i Cirrus AB 1960 varefter han innehade motsvarande befattning hos Överman AB från 1963 där han från 1964 även ingick i bolagsstyrelsen. Åren 1948 till 1958 hade han olika kommunala uppdrag i Göteborg.
Ossian Treutiger var från 1948 gift med Harriet Hast (1927–2007), dotter till disponenten Otto Hast och Edith Willner, och andra gången från 1964 med Inger Tennman (född 1934), dotter till möbelhandlaren Bertil Tennman och Ester Olsson. Han hade barnen Carin och Helena (födda 1948), Richard (född 1951), Harald Treutiger (född 1956) och Robert (född 1965).
Han är begravd i Treutigerska familjegraven på Örgryte nya kyrkogård.